# 钱德承
钱德承，浙江山阴（浙江绍兴）人，清朝政治人物。
钱德承曾于1863年接替方传书任松江府知府一职，1864年由李铭皖接任。